# Мёсватн
Мёсватн (норв. Møsvatn) — 11-е по величине озеро на юго-востоке Норвегии с площадью поверхности 78,4298 км². Расположено преимущественно на территории коммуны Винье в фюльке Телемарк и лишь около 5,5 км² — к Сундету, курорту Скиннарбу и дамбе Мёсвассдаммен, административно подчиняющихся коммуне Тинн. Озеро относится к бассейну реки Скиенсвассдрагет и его воды впадают в реку Мона, далее вытекая в находящееся поблизости озеро Тинншё. Происхождение названия Мёсватн точно не установлено и возможно оно связано с названием реки Моны.
Озеро имеет неправильную форму в виде трёх рукавов. Протяжённость в наибольшем отрезке достигает до 40 км. Водоём относится к норвежскому национальному парку Хардангервидда. Вдоль береговой линии разбросано много археологических памятников в виде стоянок древнего человека эпохи каменного века. Также у его берегов находятся некоторые высокогорные фермы Норвегии. Мёсватн является важной транспортной артерией для туристов и местных жителей, осуществляя перевозки товаров и людей: в летнее время пароходом «Fjellvåken II» и лодочным сервисом, и на снегоходах в зимний период, а также для доставки туристов от курорта Скиннарбу в районе шоссе № 37 в туристический посёлок Моген, расположенный в северо-западной части озера.

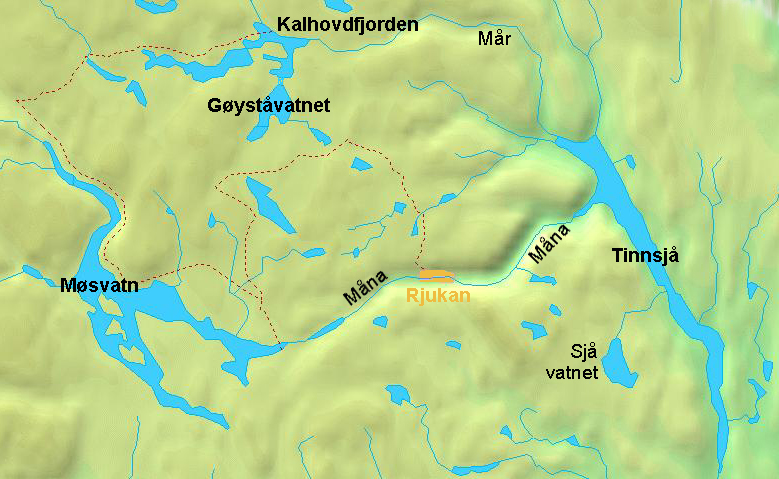
Мёсватн вытекает в реку Мона (река), через долину Вестфьордаллен и Рьюкан до Тинншё

В 1903 году норвежский инженер-строитель Улав Хеггстад начал возведение сооружений для превращения озера в водохранилище. В 1904—1906 годах стало возможным регулирование уровня воды в озере дамбой Мёсвассдаммен, что производится несколько раз в год во время таяния льдов и больших паводках. Также была построена дамба Торвеховдаммен. Так как озеро лежит на 919 метров выше уровня моря, то воды Мёсватн используются стоящей выше по течению местной гидроэлектростанцией «Frøystul kraftværk» для производства энергии.
Площадь поверхности в регулируемой части колеблется от 78 до 80,9 км², а объём воды в этой части — 1066 м³. Длина береговой линии составляет 206,62 км. Наибольшая измеренная глубина была 68,5 м.
Вдоль юго-восточной части водоёма проходит шоссе № 37, ведущее к Рьюкану.

## История
19 ноября 1942 года в рамках операций противодействия немецкому производству тяжёлой воды диверсанты приземлились на замёрзшее озеро Мёсватн возле гидроэлектростанции Веморк, управляемой Norsk Hydro, близ Рьюкана. Эта атака не была успешной, но в конечном счёте норвежцы остановили работу по производству тяжёлой воды и помогли противодействием немецкой исследовательской программе по созданию ядерного оружия.
Рядом с озером находится музей и информационно-туристический центр Hardangervidda Natursenter.